# Marc Chagall

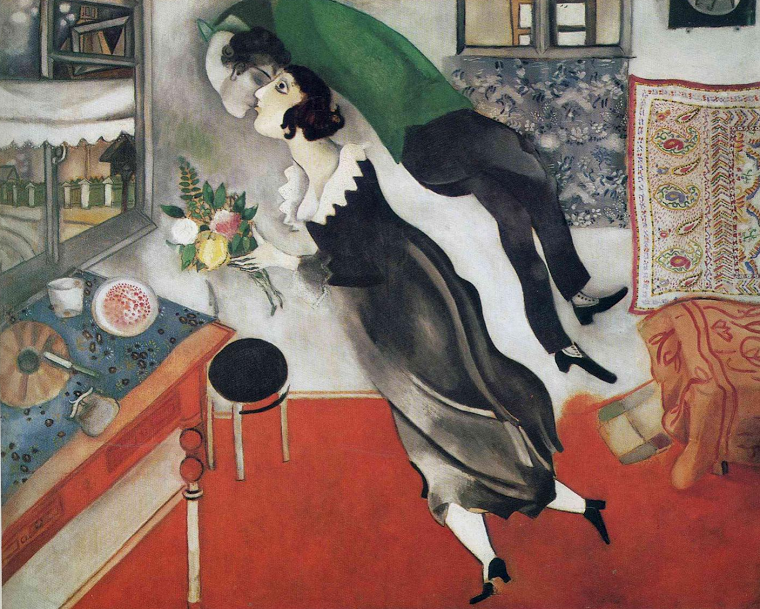
Urodziny (1915), Museum of Modern Art w Nowym Jorku

Marc Chagall (бел. Марк Шагал; jid. מאַרק שאַגאַל; ros. Марк Захарович Шагал, Mark Zacharowicz Szagał; ur. 25 czerwca?/7 lipca 1887 w Łoźnie, zm. 28 marca 1985 w Saint-Paul-de-Vence) – białoruski malarz i grafik żydowskiego pochodzenia posiadający obywatelstwo rosyjskie i francuskie; czołowy przedstawiciel kubizmu i internacjonalizmu w malarstwie.

## Życiorys
Urodził się w ubogiej rodzinie chasydzkich Żydów w Łoźnie (obecnie Białoruś) jako Мойша Захарович Шагалов (Mojsza Zacharowicz Szagałow; biał. Мойшa Хацкелевіч Шагалаў, Mojsza Chackielewicz Szahałau). Był najstarszym z dziewięciorga dzieci. Ojciec przyszłego artysty, Chaskiel (Zachar) Szagal, był sprzedawcą śledzi. Matka, Feige-Ite, była analfabetką zajmującą się rodziną. Sam Chagall w swojej twórczości wracał do sielankowego okresu dzieciństwa, kiedy, pomimo biedy, dobrze czuł się w swoim rodzinnym witebskim domu (zob. Muzeum Marka Chagalla w Witebsku; por. m.in. czarno-biały obraz Synagoga w Wilnie).
Wstępne lekcje malarstwa pobierał u miejscowego nauczyciela Jehudy Pena. W wieku 19 lat wyjechał do Petersburga, gdzie rozpoczął naukę w Szkole Carskiego Towarzystwa Upowszechniania Sztuki u Nikołaja Roericha, a następnie w latach 1908–1910 w prywatnej szkole Jelizawiety Zwancewej u Leona Baksta.
Był to dosyć trudny okres w życiu malarza; w tym czasie obywatele żydowskiego pochodzenia mogli mieszkać w Sankt Petersburgu tylko po uzyskaniu specjalnego pozwolenia. Chagall trafił nawet na krótko do więzienia za złamanie prawa w tej materii. Pomimo tego artysta do roku 1910 związany był z petersburskimi szkołami, regularnie odwiedzając rodzinny Łozin, gdzie w 1909 spotkał swą przyszłą żonę, córkę witebskiego jubilera Bellę Rosenfeld.
Latem 1908 stworzył swoje pierwsze znaczące dzieło, Śmierć, w którym zaznaczyły się pewne wpływy Gauguina.
W 1910 r. Chagall otrzymał stypendium umożliwiające mu wyjazd do Paryża. W tym okresie Chagall związał się z grupą malarzy skupioną wokół Montparnasse, spotykając się z awangardystami (m.in. Guillaume Apollinaire, Robert Delaunay, Fernand Léger). Za sprawą Apollinaire’a wiosną 1914 roku miał pierwszą wystawę indywidualną w sławnej berlińskiej galerii „Der Sturm”. W tym samym roku wrócił do Imperium Rosyjskiego, gdzie przebywał do 1922. W 1915 poślubił Bellę Rosenfeld, z którą miał córkę Idę. Podczas rewolucji 1917 został komisarzem sztuk pięknych w obwodzie witebskim. Założył Akademię Sztuk Pięknych w Witebsku. W 1922 wyjechał z Rosji, zatrzymując się na krótko w Berlinie. Powodem wyjazdu było żydowskie pochodzenie Chagalla i tematyka jego prac, która nie gloryfikowała heroizmu czynu sowieckiego.
W 1935 przybył do Polski. Dwa lata później otrzymał obywatelstwo francuskie. Z tego okresu pochodzi seria artykułów, poezji i pamiętników pisanych w języku jidysz, które ukazywały się głównie w prasie. Dopiero po śmierci artysty wydano je w formie książkowej.
W 1941 wyjechał wraz z rodziną do USA. W ucieczce z Marsylii pomógł mu amerykański dziennikarz Varian Fry. Chagall osiedlił się w Nowym Jorku, gdzie mieszkał do 1948.

### Małżeństwa
2 września 1944 zmarła żona malarza Bella, która pojawiała się na wielu jego obrazach. Również jego córka z tego małżeństwa – Ida – została przedstawiona na wielu wczesnych znanych obrazach mistrza. Rok później Chagall związał się z gospodynią Virginią Haggard McNeil, z którą miał syna Davida. W latach 50. XX wieku przenieśli się do willi w Prowansji. Virginia opuściła konkubenta w 1952. 12 czerwca tego samego roku ożenił się po raz drugi, z Valentine Brodsky, którą zwykł nazywać Vava. W 1966 małżeństwo przeniosło się do Saint-Paul de Vence.

### Wpływy żydowskie
W sztuce Chagalla łatwo zauważalne są wpływy judaizmu. Motywy żydowskie stanowiły często tło dla wypowiedzi artystycznej malarza. Chociaż trudno jednoznacznie mówić o żydowskiej religijności dojrzałego Chagalla, nie bał się on nigdy przedstawiać w swych obrazach elementów chasydzkiego świata, który był jego rzeczywistością w latach dzieciństwa. Jako dorosły nie był praktykującym żydem. Uniwersalne przesłanie jego obrazów i witraży staje się czytelne tylko dla znających oba europejskie kręgi kulturowe: żydowski i chrześcijański.

### Późniejsze życie
Chagall kilkakrotnie odwiedził Grecję. W 1957 gościł w Izraelu. Podczas tych podróży odkrył na nowo możliwości jakie daje kolorystyka, jej zdolność ożywiania obrazu. Malarstwo tego okresu dotyczy tematów takich jak miłość i radość życia. Postacie często są wykrzywione i powykręcane. Wtedy również artysta zaczął tworzyć rzeźby, ceramikę i witraże. W 1973 założone zostało muzeum Chagalla w Nicei (Musée national Marc Chagall). Malarz zmarł 28 marca 1985 w Saint-Paul-de-Vence we Francji. Został pochowany na miejscowym cmentarzu.